# قشلاق قهرمان (مقاطعة بيله سوار)
قشلاق قهرمان (بالفارسية: قشلاق قهرمان) هي مستوطنة تقع في إيران في قسم قشلاق الشرقي الريفي. يقدر عدد سكانها بـ 99 نسمة .